# Andrea Ellenberger
Andrea Ellenberger, född 22 mars 1993, är en schweizisk alpin skidåkare som debuterade i världscupen den 16 december 2012 i Courchevel i Frankrike. Ellenberger ingick i det schweiziska lag som vann guld i lagtävlingen vid världsmästerskapen i alpin skidsport 2019.